# Daniela Merighetti
 Daniela Merighetti (Brescia, 5 juli 1981) is een Italiaanse alpineskiester. Ze nam driemaal deel aan de Olympische Winterspelen, maar behaalde geen medaille.

## Carrière
Merighetti maakte haar wereldbekerdebuut in december 2000 tijdens de reuzenslalom in Sestriere. In 2003 eindigde ze tweede op de reuzenslalom tijdens de wereldbekerwedstrijd in het Zweedse Åre
In 2006 nam Merighetti een eerste keer deel aan de Olympische Winterspelen. In Turijn eindigde Merighetti 32e op de olympische afdaling. Op de Olympische Winterspelen 2010 was Merighetti opnieuw van de partij. Ze haalde op geen enkele discipline de finish. Op de Olympische Winterspelen 2014 in Sotsji eindigde Merighetti 4e op de Olympische afdaling. 

## Resultaten

### Titels
Italiaans kampioene afdaling - 2009
Italiaans kampioene super G - 2009

### Olympische Spelen
| Jaar | Plaats    | Resultaten                                      |
| ---- | --------- | ----------------------------------------------- |
| 2006 | Turijn    | 32e Afdaling DNF1 Slalom DSQ Combinatie         |
| 2010 | Vancouver | DNF1 Super G DNF1 Afdaling DNF1 Supercombinatie |
| 2014 | Sotsji    | DNF1 Super G 4e Afdaling DNS2 Supercombinatie   |

### Wereldkampioenschappen
| Jaar | Plaats                 | Resultaten                                    |
| ---- | ---------------------- | --------------------------------------------- |
| 2007 | Åre                    | 15e Super-Combinatie 17e Afdaling             |
| 2009 | Val-d'Isère            | 16e Afdaling DNF Super-G DNF Super-Combinatie |
| 2011 | Garmisch-Partenkirchen | 7e Afdaling 9e Super G DNF1 Supercombinatie   |
| 2013 | Schladming             | 7e Super G DNS2 Supercombinatie DNF1 Afdaling |
| 2015 | Vail/Beaver Creek      | 8e Afdaling DNF1 Super G                      |

### Wereldbeker
Eindklasseringen
| Seizoen   | Algm | AD  | SL  | RS  | SG  | SC  |
| --------- | ---- | --- | --- | --- | --- | --- |
| 2002/2003 | 59e  | -   | 42e | 24e | -   | -   |
| 2003/2004 | 91e  | -   | -   | 33e | -   | -   |
| 2005/2006 | 53e  | 27e | -   | 48e | 43e | 19e |
| 2006/2007 | 48e  | 22e | 42e | -   | 48e | 32e |
| 2007/2008 | 44e  | 21e | -   | -   | 45e | 31e |
| 2008/2009 | 32e  | 14e | -   | -   | 41e | 10e |
| 2009/2010 | 36e  | 8e  | -   | -   | 43e | 34e |
| 2010/2011 | 20e  | 10e | -   | -   | 29e | 12e |
| 2011/2012 | 15e  | 7e  | -   | -   | 12e | 27e |
| 2012/2013 | 30e  | 7e  | -   | -   | 29e | 29e |
| 2013/2014 | 41e  | 20e | -   | -   | 29e | -   |
| 2014/2015 | 35e  | 19e | -   | -   | 23e | -   |
| 2015/2016 | 58e  | 22e | -   | -   | 31e | -   |

Wereldbekerzeges
| Datum           | Plaats            | Onderdeel |
| --------------- | ----------------- | --------- |
| 14 januari 2012 | Cortina d'Ampezzo | Afdaling  |